# The Twentieth Century Tramp; or, Happy Hooligan and His Airship
The Twentieth Century Tramp; or, Happy Hooligan and His Airship je americký němý film z roku 1902. Režisérem je Edwin S. Porter (1870–1941), který se při tvorbě filmu inspiroval snímkem Ferdinanda Zeccy À la conquête de l'air (1901). Film trvá zhruba jednu minutu a premiéru měl v lednu 1902.
Komiksovou postavu jménem Happy Hooligan ztvárnil ve filmu J. Stuart Blackton.

## Děj
Film zachycuje tuláka, jak se jako pilot pohybuje se svým létajícím strojem nad střechami a komíny newyorských mrakodrapů. V půli cesty přes Newyorský záliv k ostrovu Staten Island však jeho létající stroj vybuchuje, a tak tulák padá dolů.